# Martti Rautio (Skilangläufer)
Martti Rautio (* 9. März 1935 in Finnland; † 13. Dezember 2017 in Thunder Bay, Ontario) war ein kanadischer Skilangläufer.
Rautio, der für Long Lac Club aus Port Arthur startete, wurde in Finnland geboren und zog in jungen Jahren nach Kanada. Bei seiner einzigen Teilnahme an Olympischen Winterspielen im Februar 1964 in Innsbruck belegte er den 65. Platz über 15 km, den 52. Rang über 30 km und zusammen mit Donald MacLeod, Eric Luoma und Franz Portmann den 15. Platz in der Staffel. Nach seiner Karriere war er als Trainer tätig. Sein Sohn Ron Rautio war als Skispringer aktiv.